# Noatun
Noatun – w mitologii nordyckiej nadmorska siedziba boga Njördhra, która mieściła się w Asgardzie. Noatun był miejscem narodzin Frejra i Frei, co nasuwa przypuszczenie, że pierwotnie musiał stać na terenie Wanaheimu, zaś w obręb Asgardu został włączony dopiero po wojnie między Azami a Wanami. 